# Kreta Ayer Road
Kreta Ayer Road (chiń.: 水车路) to ulica jednokierunkowa położona w chińskiej dzielnicy Singapuru. Łączy ona Neil Road z New Bridge Road i Eu Tong Sen Street, jest zaś przecinana przez Keong Saik Road.

## Etymologia i historia
W dawnych czasach woda pobierana ze studni niedaleko Ann Siang Hill była przewożona przez wozy zaprzężone w woły, stąd powstała nazwa Kreta Ayer, co po malajsku oznacza "drogę wozów z wodą". Hoklo nazywają ten obszar gu chia chui, zaś w języku kantońskim określa się go jako it ngow chay shui, co posiada podobne znaczenie jak w języku malajskim. Droga ta została oficjalnie zatwierdzona w 1922 r.
Kreta Ayer Road wyznacza granice chińskiej dzielnicy w Singapurze. Dla Chińczyków obszar ten znany jest również jako tua poh lub dzielnica zwana "Wielkim miastem". W latach 80. XIX wieku Kreta Ayer stanowiła ulicę "czerwonych latarni" w tej części Singapuru. W roku 1887 chiński podróżnik, Li Zhongjue opisał ją jako pełną restauracji, teatrów i domów publicznych, oraz jako miejsce, gdzie "brud i kurz są ukryte".